# Lista localităților din provincia Malatya

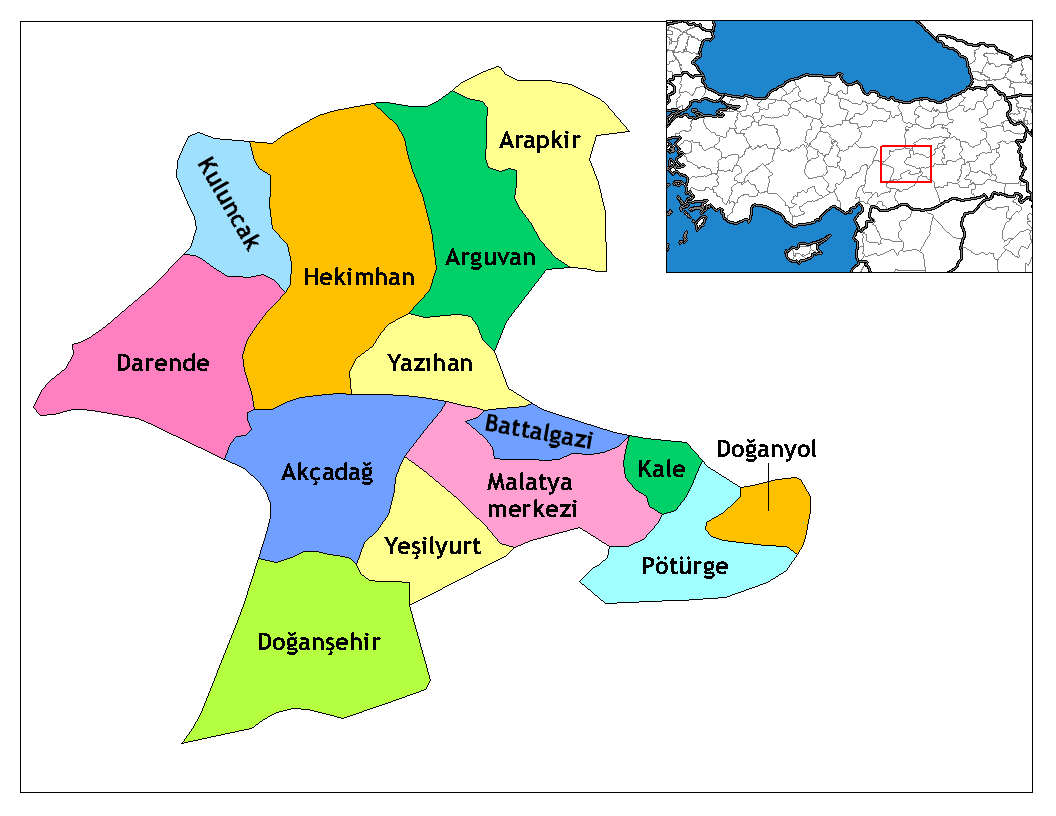
Provincia Malatya

Aceasta este lista localităților din Provincia Malatya, Turcia, după districte. În secțiunile de mai jos, prima localitate din fiecare listă este centrul administrativ al districtului.

## Malatya
- Malatya
- Alhanușağı, Malatya
- Bağtepe, Malatya
- Beydağı, Malatya
- Bindal, Malatya
- Bulgurlu, Malatya
- Bulutlu, Malatya
- Çamurlu, Malatya
- Çolaklı, Malatya
- Dilek, Malatya
- Duranlar, Malatya
- Duruldu, Malatya
- Düzyol, Malatya
- Erenli, Malatya
- Fatih, Malatya
- Fırıncı, Malatya
- Göktarla, Malatya
- Göller, Malatya
- Gülümușağı, Malatya
- Hacıhaliloğluçiftliği, Malatya
- Hacıyusuflar, Malatya
- Hanımınçiftliği, Malatya
- Hisartepe, Malatya
- Kamıștaș, Malatya
- Kapıkaya, Malatya
- Karagöz, Malatya
- Karahan, Malatya
- Karakașçiftliğiköyü, Malatya
- Karaköy, Malatya
- Karatepe, Malatya
- Kendirli, Malatya
- Kırkpınar, Malatya
- Mahmutlu, Malatya
- Merdivenler, Malatya
- Orduzu, Malatya
- Özal, Malatya
- Pelitli, Malatya
- Samanköy, Malatya
- Sevildağ, Malatya
- Suluköy, Malatya
- Sütlüce, Malatya
- Șahnahan, Malatya
- Tanıșık, Malatya
- Tepeköy, Malatya
- Tohma, Malatya
- Tokluca, Malatya
- Topraktepe, Malatya
- Topsöğüt, Malatya
- Uluköy, Malatya
- Üzümlü, Malatya
- Yaygın, Malatya
- Yenice, Malatya
- Yeniköy, Malatya

## Akçadağ
- Akçadağ
- Aksaray, Akçadağ
- Aksüt, Akçadağ
- Aliçeri, Akçadağ
- Altunlu, Akçadağ
- Așağıörükçü, Akçadağ
- Aydınlar, Akçadağ
- Bağköy, Akçadağ
- Bahri, Akçadağ
- Bayramușağı, Akçadağ
- Bekirușağı, Akçadağ
- Bölüklü, Akçadağ
- Büyükçimiș, Akçadağ
- Büyükköy, Akçadağ
- Çakıllıpınar, Akçadağ
- Çatalbahçe, Akçadağ
- Çevirme, Akçadağ
- Çobanușağı, Akçadağ
- Darıca, Akçadağ
- Dedeköy, Akçadağ
- Demirciler, Akçadağ
- Derinboğaz, Akçadağ
- Develi, Akçadağ
- Doğanlar, Akçadağ
- Doğantepe, Akçadağ
- Durulova, Akçadağ
- Dutlu, Akçadağ
- Dümüklü, Akçadağ
- Esenbey, Akçadağ
- Esenli, Akçadağ
- Fatih, Akçadağ
- Gölpınar, Akçadağ
- Güneșli, Akçadağ
- Gürkaynak, Akçadağ
- Güzyurdu, Akçadağ
- Hançerli, Akçadağ
- Harunușağı, Akçadağ
- Ilıcak, Akçadağ
- İkinciler, Akçadağ
- Kadıibrahim, Akçadağ
- Kahyalı, Akçadağ
- Karamağara, Akçadağ
- Karapınar, Akçadağ
- Kasımușağı, Akçadağ
- Kayadibi, Akçadağ
- Keklikpınarı, Akçadağ
- Keller, Akçadağ
- Kolköy, Akçadağ
- Kozalak, Akçadağ
- Kozluca, Akçadağ
- Kömekavak, Akçadağ
- Kurtușağı, Akçadağ
- Küçükkürne, Akçadağ
- Levent, Akçadağ
- Mezra, Akçadağ
- Mihmanlı, Akçadağ
- Muratlı, Akçadağ
- Ortaköy, Akçadağ
- Ören, Akçadağ
- Resulușağı, Akçadağ
- Sahilköy, Akçadağ
- Sakalıuzun, Akçadağ
- Sarıhacı, Akçadağ
- Șeyhler, Akçadağ
- Tașevler, Akçadağ
- Tașolar, Akçadağ
- Tatarușağı, Akçadağ
- Yağmurlu, Akçadağ
- Yalınbudak, Akçadağ
- Yalınkaya, Akçadağ
- Yaylımlı, Akçadağ
- Yukarıörükçü, Akçadağ

## Arapgir
- Arapgir
- Aktaș, Arapgir
- Alıçlı, Arapgir
- Boğazlı, Arapgir
- Bostancık, Arapgir
- Budak, Arapgir
- Çakırsu, Arapgir
- Çaybașı, Arapgir
- Çiğnir, Arapgir
- Çimen, Arapgir
- Deregezen, Arapgir
- Düzce, Arapgir
- Eğnir, Arapgir
- Esikli, Arapgir
- Eskiarapgir, Arapgir
- Gebeli, Arapgir
- Gözeli, Arapgir
- Günyüzü, Arapgir
- Kayakesen, Arapgir
- Kaynak, Arapgir
- Kazanç, Arapgir
- Kılıçlı, Arapgir
- Konducak, Arapgir
- Koru, Arapgir
- Meșeli, Arapgir
- Onar, Arapgir
- Ormansırtı, Arapgir
- Pacalı, Arapgir
- Pirali, Arapgir
- Selamlı, Arapgir
- Sinikli, Arapgir
- Sipahiușağı, Arapgir
- Suceyin, Arapgir
- Sugeçti, Arapgir
- Șağılușağı, Arapgir
- Tarhan, Arapgir
- Tașdelen, Arapgir
- Tașdibek, Arapgir
- Ulaçlı, Arapgir
- Yaylacık, Arapgir
- Yazılı, Arapgir
- Yeșilyayla, Arapgir
- Yukarıyabanlı, Arapgir

## Arguvan
- Arguvan
- Akören, Arguvan
- Alhasușağı, Arguvan
- Armutlu, Arguvan
- Asar, Arguvan
- Asmaca, Arguvan
- Așağısülmenli, Arguvan
- Bahçeli, Arguvan
- Bozan, Arguvan
- Bozburun, Arguvan
- Çakmak, Arguvan
- Çavușköy, Arguvan
- Çayırlı, Arguvan
- Çevreli, Arguvan
- Çiftlik, Arguvan
- Çobandere, Arguvan
- Doydum, Arguvan
- Ermișli, Arguvan
- Eymir, Arguvan
- Göçerușağı, Arguvan
- Gökağaç, Arguvan
- Gümüșlü, Arguvan
- Güngören, Arguvan
- Güveçli, Arguvan
- Hakverdi, Arguvan
- İçmece, Arguvan
- İsaköy, Arguvan
- Karababa, Arguvan
- Karahüyük, Arguvan
- Kıșla, Arguvan
- Kızık, Arguvan
- Koçak, Arguvan
- Konakbașı, Arguvan
- Koyuncu, Arguvan
- Kömürlük, Arguvan
- Kuruttaș, Arguvan
- Kuyudere, Arguvan
- Morhamam, Arguvan
- Tarlacık, Arguvan
- Tatkınık, Arguvan
- Yamaç, Arguvan
- Yazıbașı, Arguvan
- Yeniköy, Arguvan
- Yenisu, Arguvan
- Yoncalı, Arguvan
- Yukarısülmenli, Arguvan
- Yürektașı, Arguvan

## Battalgazi
- Battalgazi
- Adagören, Battalgazi
- Ağılyazı, Battalgazi
- Alișar, Battalgazi
- Boran, Battalgazi
- Çolakoğlu, Battalgazi
- Hasırcılar, Battalgazi
- Hatunsuyu, Battalgazi
- Kadıçayırı, Battalgazi
- Kemerköprü, Battalgazi
- Kulușağı, Battalgazi
- Meydancık, Battalgazi
- Șișman, Battalgazi
- Toygar, Battalgazi
- Yarımcahan, Battalgazi

## Darende
- Darende
- Ağılbașı, Darende
- Ağılyazı, Darende
- Akbaba, Darende
- Akçatoprak, Darende
- Akova, Darende
- Așağıulupınar, Darende
- Ayvalı, Darende
- Balaban, Darende
- Barındır, Darende
- Bașdirek, Darende
- Bașkaya, Darende
- Çaybașı, Darende
- Çınarköy, Darende
- Çukurkaya, Darende
- Gaziköy, Darende
- Gökçeören, Darende
- Göllüce, Darende
- Güdül, Darende
- Günerli, Darende
- Günpınar, Darende
- Hacolar, Darende
- Hisarcık, Darende
- Hisarkale, Darende
- Ilıca, Darende
- Irmaklı, Darende
- Karabacak, Darende
- Karabayır, Darende
- Karaoğuz, Darende
- Karșıyaka, Darende
- Kavakköy, Darende
- Kaynak, Darende
- Kerimli, Darende
- Körükler, Darende
- Kurudere, Darende
- Kuzpınar, Darende
- Mollaușağı, Darende
- Nurkuyusu, Darende
- Ozan, Darende
- Sakarya, Darende
- Șendere, Darende
- Șuğul, Darende
- Uzunhasan, Darende
- Üçpınar, Darende
- Yarımca, Darende
- Yavuzlar, Darende
- Yazıköy, Darende
- Yenice, Darende
- Yeniköy, Darende
- Yenipınar, Darende
- Yeșiltaș, Darende
- Yukarıulupınar, Darende

## Doğanșehir
- Doğanșehir
- Altıntop, Doğanșehir
- Beğre, Doğanșehir
- Çavușlu, Doğanșehir
- Çığlık, Doğanșehir
- Çömlekoba, Doğanșehir
- Dedeyazı, Doğanșehir
- Erkenek, Doğanșehir
- Eskiköy, Doğanșehir
- Fındık, Doğanșehir
- Gövdeli, Doğanșehir
- Günedoğru, Doğanșehir
- Gürobası, Doğanșehir
- Güzelköy, Doğanșehir
- Hudut, Doğanșehir
- Kadılı, Doğanșehir
- Kapıdere, Doğanșehir
- Karanlıkdere, Doğanșehir
- Karaterzi, Doğanșehir
- Kelhalil, Doğanșehir
- Kurucaova, Doğanșehir
- Küçüklü, Doğanșehir
- Örencik, Doğanșehir
- Polat, Doğanșehir
- Polatdere, Doğanșehir
- Reșadiye, Doğanșehir
- Savaklı, Doğanșehir
- Söğüt, Doğanșehir
- Suçatı, Doğanșehir
- Sürgü, Doğanșehir
- Șatıroba, Doğanșehir
- Topraktepe, Doğanșehir
- Yolkoru, Doğanșehir
- Yuvalı, Doğanșehir

## Doğanyol
- Doğanyol
- Akkent, Doğanyol
- Behramlı, Doğanyol
- Burçköy, Doğanyol
- Damlı, Doğanyol
- Gevherușağı, Doğanyol
- Gökçe, Doğanyol
- Gümüșsu, Doğanyol
- Koldere, Doğanyol
- Konurtay, Doğanyol
- Mezraa, Doğanyol
- Poyraz, Doğanyol
- Ulutaș, Doğanyol
- Yalınca, Doğanyol
- Yeșilköy, Doğanyol

## Hekimhan
- Hekimhan
- Akmağara, Hekimhan
- Aksütlü, Hekimhan
- Așağısazlıca, Hekimhan
- Bahçedamı, Hekimhan
- Ballıkaya, Hekimhan
- Basak, Hekimhan
- Bașkavak, Hekimhan
- Bașkınık, Hekimhan
- Beykent, Hekimhan
- Boğazgören, Hekimhan
- Çanakpınar, Hekimhan
- Çimenlik, Hekimhan
- Çulhalı, Hekimhan
- Davulgu, Hekimhan
- Delihasanyurdu, Hekimhan
- Dereköy, Hekimhan
- Deveci, Hekimhan
- Dikenli, Hekimhan
- Dikili, Hekimhan
- Dumlu, Hekimhan
- Dursunlu, Hekimhan
- Girmana, Hekimhan
- Güvenç, Hekimhan
- Güzelyayla, Hekimhan
- Güzelyurt, Hekimhan
- Hacılar, Hekimhan
- Hasançelebi, Hekimhan
- Haydaroğlu, Hekimhan
- Ișıklı, Hekimhan
- İğdir, Hekimhan
- Karaköçek, Hekimhan
- Karapınar, Hekimhan
- Karslılar, Hekimhan
- Kavacık, Hekimhan
- Kocaözü, Hekimhan
- Kozdere, Hekimhan
- Köylüköyü, Hekimhan
- Kurșunlu, Hekimhan
- Mollaibrahim, Hekimhan
- Salıcık, Hekimhan
- Saraylı, Hekimhan
- Sarıkız, Hekimhan
- Sazlıca, Hekimhan
- Söğüt, Hekimhan
- Tașoluk, Hekimhan
- Uğurlu, Hekimhan
- Yağca, Hekimhan
- Yayladam, Hekimhan
- Yeșilkale, Hekimhan
- Yeșilköy, Hekimhan
- Yeșilpınar, Hekimhan
- Yukarıselimli, Hekimhan

## Kale
- Kale, Malatya
- Akça, Kale
- Akușağı, Kale
- Bentköy, Kale
- Çanakçı, Kale
- Darıpınar, Kale
- Erdemli, Kale
- Gülenköy, Kale
- İkizpınar, Kale
- Kaleköy, Kale
- Karaağaç, Kale
- Karahüseyin, Kale
- Kıyıcak, Kale
- Kozluk, Kale
- Salkımlı, Kale
- Sarıot, Kale
- Tepebașı, Kale
- Uyanık, Kale
- Uzunhüseyin, Kale
- Yenidamlar, Kale

## Kuluncak
- Kuluncuk
- Alvar, Kuluncak
- Așağıselimli, Kuluncak
- Bașören, Kuluncak
- Bıyıkboğazı, Kuluncak
- Bicir, Kuluncak
- Ciritbelen, Kuluncak
- Çayköy, Kuluncak
- Darılı, Kuluncak
- Göğebakan, Kuluncak
- İlisuluk, Kuluncak
- Karabük, Kuluncak
- Karaçayır, Kuluncak
- Karıncalık, Kuluncak
- Karlık, Kuluncak
- Kaynarca, Kuluncak
- Kızılhisar, Kuluncak
- Kızılmağara, Kuluncak
- Konaktepe, Kuluncak
- Kömüklü, Kuluncak
- Sofular, Kuluncak
- Sultanlı, Kuluncak
- Temüklü, Kuluncak

## Pötürge
- Pötürge
- Aktarla, Pötürge
- Aliçeri, Pötürge
- Alihan, Pötürge
- Arınlı, Pötürge
- Arıtoprak, Pötürge
- Arslankent, Pötürge
- Bakımlı, Pötürge
- Balpınarı, Pötürge
- Bașmezra, Pötürge
- Bayırköy, Pötürge
- Belenköy, Pötürge
- Bölükkaya, Pötürge
- Bölünmez, Pötürge
- Büyüköz, Pötürge
- Çamlıdere, Pötürge
- Çayköy, Pötürge
- Çengelli, Pötürge
- Çığırlı, Pötürge
- Çukuroymağı, Pötürge
- Deredüzü, Pötürge
- Düvenlik, Pötürge
- Erdemler, Pötürge
- Esencik, Pötürge
- Esenlik, Pötürge
- Gökçeli, Pötürge
- Gözlüce, Pötürge
- Gündeğer, Pötürge
- Gündüz, Pötürge
- Karakaya, Pötürge
- Karșıyaka, Pötürge
- Kavaklıdere, Pötürge
- Kayadere, Pötürge
- Koçköy, Pötürge
- Korucak, Pötürge
- Kozluk, Pötürge
- Köklükaya, Pötürge
- Kökpınar, Pötürge
- Körme, Pötürge
- Meședibi, Pötürge
- Nohutlu, Pötürge
- Ormaniçi, Pötürge
- Örencik, Pötürge
- Örmeli, Pötürge
- Örnekköy, Pötürge
- Pazarcık, Pötürge
- Sahilköy, Pötürge
- Sorguçlu, Pötürge
- Söğütlü, Pötürge
- Tașmıș, Pötürge
- Taștepe, Pötürge
- Tatlıcak, Pötürge
- Tekederesi, Pötürge
- Telușağı, Pötürge
- Tepehan, Pötürge
- Tosunlu, Pötürge
- Ulutaș, Pötürge
- Uzunkoru, Pötürge
- Uzuntaș, Pötürge
- Üçyaka, Pötürge
- Yamaç, Pötürge
- Yandere, Pötürge
- Yazıca, Pötürge
- Yediyol, Pötürge
- Yeșildere, Pötürge

## Yazıhan
- Yazıhan
- Akyazı, Yazıhan
- Alican, Yazıhan
- Ambarcık, Yazıhan
- Bahçelievler, Yazıhan
- Balaban, Yazıhan
- Bereketli, Yazıhan
- Boyaca, Yazıhan
- Boztepe, Yazıhan
- Böğürtlen, Yazıhan
- Buzluk, Yazıhan
- Çavuș, Yazıhan
- Çivril, Yazıhan
- Dedekargın, Yazıhan
- Durucasu, Yazıhan
- Eğribük, Yazıhan
- Epreme, Yazıhan
- Erecek, Yazıhan
- Fethiye, Yazıhan
- Gövük, Yazıhan
- Hamidiye, Yazıhan
- İriağaç, Yazıhan
- Karaca, Yazıhan
- Koșar, Yazıhan
- Kömüșhan, Yazıhan
- Mısırdere, Yazıhan
- Sadıklı, Yazıhan
- Sinanlı, Yazıhan
- Sürür, Yazıhan
- Tahtalı, Yazıhan
- Tecirli, Yazıhan

## Yeșilyurt
- Yeșilyurt
- Așağıköy, Yeșilyurt
- Atalar, Yeșilyurt
- Bostanbașı, Yeșilyurt
- Cumhuriyet, Yeșilyurt
- Çayırköy, Yeșilyurt
- Görgü, Yeșilyurt
- Gözene, Yeșilyurt
- Gündüzbey, Yeșilyurt
- Ișıklı, Yeșilyurt
- İkizce, Yeșilyurt
- Kadirușağı, Yeșilyurt
- Kırlangıç, Yeșilyurt
- Kozluk, Yeșilyurt
- Kușdoğan, Yeșilyurt
- Kuyulu, Yeșilyurt
- Oluklu, Yeșilyurt
- Ortaköy, Yeșilyurt
- Öncü, Yeșilyurt
- Salkonak, Yeșilyurt
- Seyitușağı, Yeșilyurt
- Üçgöze, Yeșilyurt
- Yakınca, Yeșilyurt
- Yalınkaya, Yeșilyurt

## Recent development
According to Law act no 6360, all Turkish provinces with a population more than 750 000, were renamed as metropolitan municipality. All districts in those provinces became second level municipalities and all villages in those districts  were renamed as a neighborhoods . Thus the villages listed above are officially neighborhoods of Malatya.